# Coppa Italia di Serie A2 2022-2023 (calcio a 5)
La Coppa Italia di Serie A2 2022-2023 è stata la 24ª edizione della manifestazione riservata alle formazioni di Serie A2 di calcio a 5. La competizione consisteva in due turni di qualificazione e in una Final Four svoltasi l'11 e 12 marzo 2023 presso il Palasport di San Rufo.

## Formula
Partecipavano alla fase di qualificazione le squadre giunte tra il primo e il quinto posto nel proprio girone di Serie A2, in aggiunta alla migliore sesta, al termine del girone d'andata.

## Date e programma
| Turno                      | Sorteggio        | Date                          |
| -------------------------- | ---------------- | ----------------------------- |
| I turno di qualificazione  | 28 dicembre 2022 | 25 gennaio - 1º febbraio 2023 |
| II turno di qualificazione | 28 dicembre 2022 | 15 febbraio 2023              |
| Final Four                 | 3 marzo          | 11 - 12 marzo 2023            |

## Squadre qualificate
Alla corrente edizione hanno partecipato le squadre giunte tra il primo e il quinto posto nel proprio girone, in aggiunta alla migliore sesta, al termine del girone d'andata. Le squadre sono state divise in due gruppi in base al loro piazzamento in campionato nel sorteggio che si è tenuto il 28 dicembre.
| Girone A | Girone A       | Girone A | Girone A | Girone B | Girone B         | Girone B | Girone B | Girone C | Girone C            | Girone C | Girone C |
| Pos.     | Squadra        | MP       | Gr.      | Pos.     | Squadra          | MP       | Gr.      | Pos.     | Squadra             | MP       | Gr.      |
| 1        | Olimpia Verona | 2,67     | A        | 1        | Lido di Ostia    | 2,64     | A        | 1        | Sala Consilina      | 2,71     | A        |
| 2        | CDM Genova     | 2,07     | A        | 2        | Ecocity Genzano  | 2,57     | A        | 2        | Città di Cosenza    | 2,36     | A        |
| 3        | Leonardo       | 2,00     | A        | 3        | Cesena           | 2,07     | A        | 3        | Itria               | 1,86     | B        |
| 4        | Lecco          | 1,80     | B        | 4        | Modena-Cavezzo   | 1,79     | B        | 4        | Polisportiva Futura | 1,86     | B        |
| 5        | Pordenone      | 1,80     | B        | 5        | Active Network   | 1,79     | B        | 5        | Giovinazzo          | 1,86     | B        |
| 6        | Altamarca      | 1,67     |          | 6        | Sporting Hornets | 1,64     |          | 6        | Manfredonia         | 1,71     | B        |

## Fase di qualificazione

### Regolamento
Nel I turno di qualificazione le squadre provenienti dal gruppo A incontravano in casa le squadre provenienti dal gruppo B.
Al termine delle partite risultava qualificata la squadra che avrebbe segnato più reti; qualora si fosse presentata una situazione di parità al termine dei tempi regolamentari si sarebbe proceduto all'effettuazione di due tempi supplementari di 5'; qualora fosse continuata la situazione di parità si sarebbe proceduto all'effettuazione dei tiri di rigore.

### I turno di qualificazione
Il I turno di qualificazione si è svolto tra il 25 gennaio e il 1º febbraio 2023.
| Squadra 1        | Risultato   | Squadra 2           |
| ---------------- | ----------- | ------------------- |
| Città di Cosenza | 4 - 3       | Pordenone           |
| Cesena           | 5 - 4 (dts) | Active Network      |
| Ecocity Genzano  | 7 - 2       | Polisportiva Futura |
| Sala Consilina   | 6 - 2       | Itria               |
| Olimpia Verona   | 2 - 4       | Manfredonia         |
| Lido di Ostia    | 7 - 1       | Modena-Cavezzo      |
| CDM Genova       | 6 - 0       | Giovinazzo          |
| Leonardo         | 2 - 1       | Lecco               |

### II turno di qualificazione
Il II turno di qualificazione si è svolto il 15 febbraio 2023.
| Squadra 1        | Risultato            | Squadra 2      |
| ---------------- | -------------------- | -------------- |
| Città di Cosenza | 1 - 4                | Cesena         |
| Ecocity Genzano  | 6 - 6 (8 - 9 d.t.r.) | Sala Consilina |
| Lido di Ostia    | 5 - 1                | Manfredonia    |
| Leonardo         | 2 - 2 (4 - 3 d.t.r.) | CDM Genova     |

## Final Four
La Final Four si è svolta l'11 e il 12 marzo 2023 presso il Centro Sportivo Meridionale di San Rufo (SA), con il Sala Consilina squadra ospitante, e con incontri in diretta su Futsal TV (semifinali) e Sky (finale).

### Regolamento
In caso di parità al termine delle gare di Final Four erano previsti due tempi supplementari da 5' effettivi ciascuno; persistendo lo stato di parità si sarebbero svolti i tiri di rigore.

### Tabellone
|  | Semifinali     | Semifinali     | Semifinali |                      |   | Finale        | Finale | Finale |  |
|  |                |                |            |                      |   |               |        |        |  |
|  | Lido di Ostia  | Lido di Ostia  | 2          |                      |   |               |        |        |  |
|  | Lido di Ostia  | Lido di Ostia  | 2          |                      |   |               |        |        |  |
|  | Cesena         | Cesena         | 1          |                      |   |               |        |        |  |
|  | Cesena         | Cesena         | 1          |                      |   | Lido di Ostia | 1      |        |  |
|  |                |                |            |                      |   | Lido di Ostia | 1      |        |  |
|  |                |                |            | Sala Consilina (dts) | 2 |               |        |        |  |
|  | Leonardo       | Leonardo       | 3          | Sala Consilina (dts) | 2 |               |        |        |  |
|  | Leonardo       | Leonardo       | 3          |                      |   |               |        |        |  |
|  | Sala Consilina | Sala Consilina | 4          |                      |   |               |        |        |  |

### Semifinali
| Arbitri: | Pierluigi Minardi (Cosenza) Domenico Di Donato (Merano) |
| Crono:   | Gianluigi Squilletti (Campobasso)                       |

|                                      |           |              |
| Esposito 1'08'’ Chimanguinho 38'29'’ | Marcatori | 6'13'’ Pires |

| Arbitri: | Mattia Landi (Prato) Domenico De Candia (Molfetta) |
| Crono:   | Diego Loris Mitri (Albano Laziale)                 |

|                                                    |           |                                                            |
| F. dos Santos 23'26'’ Asquer 33'35'’ Siddi 34'07'’ | Marcatori | 14'45'’ Volonnino 15'28'’ Brunelli 21'14'’, 38'40'’ Grasso |

### Finale
| Arbitri: | Antonio Campanella (Venosa) Daniele Filannino (Jesi) Andrea Frau (Carbonia) |
| Crono:   | Davide Copat (Pordenone)                                                    |

| |            | |
| Taloni 33'58'’ | Marcatori  | 10'54'’, 47'11'’ (t.l.) Brunelli |
| · Edoardo Di Ponto 1 · 47'10'’ Alexandre Gedson 6 · Matteo Esposito 3 · Matias Lara 7 · 9'39'’ Chimanguinho 11 · Alessio Gattarelli 2 · Daniele Gattarelli 4 · Alessandro Nicolini 5 · Lorenzo Dal Lago 8 · Federico Barra 21 · 34'19'’ Valerio Lutta 22 · 15'07'’ Daniel Taloni 30 | Formazioni | · 1 Domenico Marchesano · 2 Diego Carducci · 4 Renzo Grasso 11'25'’ · 10 Gonzalo Abdala 9'01'’ · 11 Leonardo Brunelli 36'26'’ · 12 Mattia Santoro · 6 Guilherme Zonta · 7 Raffaele Stigliano · 8 Filippo Teramo · 17 Emanuele Volonnino 24'07'’ · 39 Antonio Cucciolillo · 71 Santiago Teramo |
| Maurizio Grassi | Allenatori | Fabio Oliva |

## Classifica marcatori

### Totale
| Gol |  |  | Giocatore              | Squadra             |
| --- |  |  | ---------------------- | ------------------- |
| 6   |  |  | Leonardo Brunelli      | Sala Consilina      |
| 6   |  |  | Gonzalo Pires          | Cesena              |
| 4   |  |  | Emanuele Volonnino     | Sala Consilina      |
| 3   |  |  | Marco Boaventura       | CDM Genova          |
| 3   |  |  | Chimanguinho           | Lido di Ostia       |
| 3   |  |  | Jader Fornari          | Ecocity Genzano     |
| 3   |  |  | Christian Gardelli     | Cesena              |
| 3   |  |  | Gedson                 | Lido di Ostia       |
| 3   |  |  | Renzo Grasso           | Sala Consilina      |
| 3   |  |  | Sergio Romano          | Ecocity Genzano     |
| 3   |  |  | Matias Sanz            | Città di Cosenza    |
| 3   |  |  | Riccardo Siddi         | Leonardo            |
| 3   |  |  | Raffaele Stigliano     | Sala Consilina      |
| 3   |  |  | Lolo Suazo             | Ecocity Genzano     |
| 2   |  |  | Federico Barra         | Lido di Ostia       |
| 2   |  |  | Fred                   | Manfredonia         |
| 2   |  |  | Cristiano Fusari       | Ecocity Genzano     |
| 2   |  |  | Gonzalo Galan          | CDM Genova          |
| 2   |  |  | Jefferson Gomes Pessoa | Lido di Ostia       |
| 2   |  |  | Pedro Guedes           | Ecocity Genzano     |
| 2   |  |  | George Lepadatu        | Active Network      |
| 2   |  |  | Andrea Ortisi          | CDM Genova          |
| 2   |  |  | Marco Rosato           | Itria               |
| 1   |  |  | Rodrigo Acco           | Leonardo            |
| 1   |  |  | Alemao                 | Manfredonia         |
| 1   |  |  | Gianluigi Asquer       | Leonardo            |
| 1   |  |  | Guti Bastos            | Leonardo            |
| 1   |  |  | Lucas Bocca            | Sala Consilina      |
| 1   |  |  | Nicola De Zen          | Pordenone           |
| 1   |  |  | Aldo Durante           | Polisportiva Futura |
| 1   |  |  | Walid El Aafi          | Olimpia Verona      |
| 1   |  |  | Mustapha El Madi       | Modena-Cavezzo      |
| 1   |  |  | Matteo Esposito        | Lido di Ostia       |
| 1   |  |  | Mario Gallitelli       | Città di Cosenza    |
| 1   |  |  | Andrea Ganzetti        | Active Network      |
| 1   |  |  | Daniele Gattarelli     | Lido di Ostia       |
| 1   |  |  | Matteo Grigolon        | Pordenone           |
| 1   |  |  | Matias Lara            | Lido di Ostia       |
| 1   |  |  | Jacopo Mancusi         | Manfredonia         |
| 1   |  |  | Paride Marchio         | Città di Cosenza    |
| 1   |  |  | Oscar Morgade          | Polisportiva Futura |
| 1   |  |  | Mario Salamone         | CDM Genova          |
| 1   |  |  | Fernando dos Santos    | Leonardo            |
| 1   |  |  | Tilen Stendler         | Pordenone           |
| 1   |  |  | Daniel Taloni          | Lido di Ostia       |
| 1   |  |  | Jeferson Titon         | Olimpia Verona      |
| 1   |  |  | Joao Victor Tortorella | Lecco               |
| 1   |  |  | Federico Venturini     | Cesena              |
| 1   |  |  | Daví Zemuner Trindade  | Active Network      |
| 1   |  |  | Guilherme Zonta        | Sala Consilina      |

### Final Four
| Gol |  |  | Giocatore           | Squadra        |
| --- |  |  | ------------------- | -------------- |
| 3   |  |  | Leonardo Brunelli   | Sala Consilina |
| 2   |  |  | Renzo Grasso        | Sala Consilina |
| 1   |  |  | Gianluigi Asquer    | Leonardo       |
| 1   |  |  | Chimanguinho        | Lido di Ostia  |
| 1   |  |  | Matteo Esposito     | Lido di Ostia  |
| 1   |  |  | Gonzalo Pires       | Cesena         |
| 1   |  |  | Fernando dos Santos | Leonardo       |
| 1   |  |  | Riccardo Siddi      | Leonardo       |
| 1   |  |  | Daniel Taloni       | Lido di Ostia  |
| 1   |  |  | Emanuele Volonnino  | Sala Consilina |